# 国家海洋环境预报中心
国家海洋环境预报中心是中华人民共和国从事海洋环境预报、咨询和科学研究的机构，是中华人民共和国自然资源部直属财政补助公益一类事业单位（原属国家海洋局），前身为1965年5月5日成立的海洋水文气象预报总台，1983年改为现名。